# 林武憲
林武憲（1944年9月3日—），出生於彰化伸港，台灣兒童文學作家，從事語文研究，筆名黃山、包文正、童心在等。
其作品譯成英、日、韓、西等多種語文，並編入《美洲華語》以及台灣、香港、新加坡、中國的語文及音樂教材。

## 生平
林武憲在北上服兵役的期間，因齊鐵恨先生的啟發而開始鑽研語文。
1971年參加板橋國教研習會舉辦的兒童讀物寫作研究班時受到林海音、林良、潘人木等前輩的影響和鼓舞開始創作兒童文學。

## 學歷
- 嘉義師範學校（現在的國立嘉義大學）畢業

## 經歷
- 曾任教於雲林古坑樟湖國小
- 曾任教於彰化縣新港國小
- 曾任教育廳中華兒童百科全書特約編輯
- 曾任國立編譯館國語教科書編審委員
- 曾任中華民國兒童文學學會常務監事
- 現為台文筆會理事

## 作品[3]

### 兒歌
- 《我愛ㄅㄆㄇ》
- 《安安上學》新版 （页面存档备份，存于）
- 《我來說你來猜》
- 《我愛123》
- 《嘰哩呱啦》
- 《請你猜》
- 《三隻老駱駝》
- 《鵝追鵝》
- 《菜呀菜》
- 《十二月水果歌》

### 兒童詩
- 《怪東西》
- 《井裡的小青蛙》（故事詩）
- 《無限的天空》（中英對照有聲詩畫集．朗智思維科技出版）

### 台語詩歌
- 《鹹酸甜 - 人生的滋味》台語詩歌集（彰化縣文化局出版）
- 《台語囡仔歌－菜瓜花菜火金姑》與王金選合著 鄭明進繪（使徒出版）
- 《台語囡仔歌－月光夜市過新年》鄭明進繪（使徒出版）

### 華語學習
- 《語文遊戲》劉宗銘繪（親親文化出版）[4]
- 《語文辨正手冊》[5]

## 得獎
- 1970年，獲頒語文獎章。
- 1974年，全國特殊優良教師。
- 1977年，獲第18屆中國文藝協會頒發「中國文藝獎章」兒童文學獎。
- 1977年，教育部兒童文學創作散文首獎。
- 1977年，洪建全兒童文學創作獎詩歌類首獎。
- 1988年，中華兒童文學奬。
- 1993年，「詠讚台灣」詞曲創作特優獎。
- 1994年，教育部母語研究著作獎。
- 2015年，彰化第十七屆磺溪文學獎特別貢獻獎。

## 評論
- 《兒童文學與兒童讀物的探索》[6]
- 《洪醒夫研究專集》（彰化縣文化局出版）[7]
- 《作家研究資料彙編 - 潘人木》（與應鳳凰，封德屏合編）國立台灣文學館出版
- 《嶺上的月光》（與林惟堯，林宜和合編）

## 外部連結
- 無限的天空
- 台灣文學作家系列
- 台灣大百科全書 （页面存档备份，存于）
- 台灣作家作品目錄資料庫——林武憲 （页面存档备份，存于）